# AERU
AERU (アエル) est un gratte-ciel de 145,5 mètres de hauteur construit à Sendai dans le nord du Japon de 1995 à 1998. Il abrite des Bureaux. L'immeuble comprend 10 escalators et 17 ascenseurs dont des modèles à grande vitesse allant jusqu'à 300 mètres par minute.
C'était à sa construction en 1998 le plus haut immeuble de Sendai.
Il a été dépassé depuis par 2 autres gratte-ciel dont la Sendai Trust Tower.
Le dernier étage abrite une plate forme d'observation et un restaurant.
Les architectes sont les agences Sendai Bureau of Urban Redevelopment et Oka Sekkei